# António de Abreu
António de Abreu (Madeira c. 1480 - Açores c. 1514) fou un navegant i oficial naval portuguès de primers del segle xvi. Sota el comandament d'Afonso de Albuquerque participà en la conquesta d'Ormuz, el 1507, i Sultanat de Malaca el 1511, on fou ferit. Partint de Malaca amb tres naus, el novembre de 1511, en un viatge exploratori a les Illes de les Espècies, va dirigir la primera expedició europea que va arribar a Timor i les illes de Banda, a Indonèsia, el 1512.

## Expedicions
El 25 de juliol de 1511, durant la conquesta de Malaca, António de Abreu va liderar un junc xinès que aprofitant la marea alta, va pujar pel riu Malaca, permetent als portuguesos conquerir la ciutat a l'agost. Greument ferit a la cara, després d'haver perdut algunes dents i la llengua, es va negar a ser rellevat del comandament tal com li proposoava Albuquerque.
El novembre d'aquell any, després d'enviar ambaixadors a Pegu i Siam, Albuquerque confià en Abreu pel comandament d'una flota de tres vaixells que havien de navegar a la recerca de les "Illes de les Espècies". Abreu fou el capità-major a la nau Santa Catarina, el subcomandant era Francisco Serrão al vaixell Sabaia, i un tercer vaixell, una caravel·la, estava sota el comandament de Simão Afonso Bisagudo, tenint com a pilot Francisco Rodrigues, un cartògraf que va descriure tota l'expedició. Amb una tripulació de 120 portuguesos i 60 esclaus foren guiats per pilots malais, reclutats per guiar-los a través de Java, les Illes Petites de la Sonda i Ambon,a les illes de Banda, on van arribar a principis de 1512. Allà hi van romandre al voltant d'un mes, comprant i omplint el vaixell amb nou moscada i clau d'espècia. Posteriorment Abreu navegà cap a Ambon mentre el Serrão s'avançava cap a les Moluques, però naufragà a Ternate. Ocupat en lluites en altres parts de l'arxipèlag, com Ambon i Ternate, no tornà a les Moluques fins al 1529.
Abreu va tornar a Malaca el desembre de 1512, d'on va partir cap a l'Índia amb Fernão Pires de Andrade el gener de 1513, i posteriorment cap a Portugal. Va morir a les Açores, abans d'arribar a Portugal.